# Лысая Горка (Ростовская область)
Лы́сая Го́рка (Лысогоровка) — исчезнувший хутор в Миллеровском районе Ростовской области.

## История
В 1915 году хутор относился к Мальчевско-Полненской волости Донецкого округа Области Войска Донского и его население составляло 49 человек. С ноября 1924 года — в составе Туриловского сельсовета. По данным Всесоюзной переписи населения 1926 года — в Донецком округе Мальчевско-Полненского района Северо-Кавказского края РСФСР; 6 дворов, население — 40 человек (19 мужчин и 21 женщина); 50 % населения — украинцы, остальные — немцы.
В августе 1963 года объединён с хутором Новопавловка Миллеровского района.
В 1970-х годах на хуторе было 3 жилых дома. Последние постоянные жители покинули хутор в середине 1980-х годов.

## Религия
Жители хутора относились к приходу Туриловской церкви в пос. Туриловка.